# AIDA Hrvatski rekordi
AIDA Hrvatska je hrvatska organizacija koja organizira natjecanja,verificira rekorde,promovira ronjenje na dah i educira o ronjenju na dah. Da bi rekord bio priznat po AIDA asocijaciji potrebno ga je napraviti ispred 2 AIDA-ina suca ili na službenom AIDA natjecanju. Za svjetske rekorde obavezan je doping test. Upravni odbor AIDA-e HR nakon pregledanih snimki rekorda i priložene dokumentacije odlučuje o verifikaciji rekorda.

## Statična apnea(STA)
- (žene) Mihaela Romić 6:12 minuta
- (muškarci) Goran Čolak 9:19 minuta

## Dinamika bez peraja(DNF)
- (žene) Katarina Zubčić 175 metara
- (muškarci) Goran Čolak 225 metara ( svjetski rekord )

## Dinamika s perajama(DYN)
- (žene) Katarina Zubčić   218 metara
- (muškarci) Goran Čolak 281 metar ( svjetski rekord )

## Slobodno poniranje(FIM)
- (žene) Karla Fabrio Čubrić 57 metara
- (muškarci) Goran Čolak 98 metra

## Ronjenje s konstantnim opterećenjem bez peraja(CNF)
- (žene) Karla Fabrio Čubrić 47 metara
- (muškarci) Goran Čolak 71 metara

## Ronjenje s konstantnim opterećenjem(CWT)
- (žene) Karla Fabrio Čubrić 61 metar
- (muškarci) Veljano Zanki 107 metara

## Ronjenje s promjenjivim opterećenjem(VWT)
- (žene) Vedrana Vidović 43 metra
- (muškarci) Veljano Zanki 80 metara

## Bez ograničenja(NLT)
- (žene) Vedrana Vidović 43 metra
- (muškarci) Veljano Zanki 110 metara

## Vanjske poveznice
- Službene stranice AIDA Hrvatska  Arhivirana inačica izvorne stranice od 23. studenoga 2015. (Wayback Machine)